# 铥
铥，是一種化學元素，其化學符號为Tm，原子序數为69，原子量為168.934219 u，属于镧系元素，也是稀土元素之一。铥是地殼中第二稀少的稀土元素（僅次於放射性的钷，後者僅痕量存在於地球上），是一種質軟、容易加工的金屬，具有明亮的銀灰色光澤，在空氣中緩慢氧化而失去光澤。銩價格昂貴且相當稀有，通常被用於在便攜式透視設備和固態激光器作為輻射源。
1879年，瑞典化學家佩尔·提奥多·克勒夫從稀土元素鉺的氧化物中分離出了兩種從前未知的元素的氧化物，後來被確認分別為鈥和銩的氧化物。純淨的銩化合物直到1911年才獲得。
和其他鑭系元素一樣，銩最常見的氧化態是+3，出現於其氧化物、鹵化物和其他化合物中。在水溶液中，銩化合物通常與九個水分子結合。銩元素對於生物而言沒有已知的作用，也沒有顯著的毒性。

## 屬性

### 物理性質
純度高的铥金屬具有明亮以及銀色的光澤。在空氣中相當穩定，但應避免潮濕。此金屬質地柔軟，莫氏硬度2-3，具可塑性和韌性。铥在低於32K具有鐵磁性，在32K和56K之間為反鐵磁性，在56 K以上為順磁性。液態铥揮發性極高。
銩有兩個主要的同素異形體：四方晶系 α-Tm 和比較穩定的六方晶系 β-Tm。

### 化學性質
铥金屬在空氣中慢慢氧化，在150℃時燃燒，形成氧化铥：
4 Tm + 3 O2 → 2 Tm2O3
铥十分活潑，與冷水反應較慢但與熱水反應相當迅速，形成氫氧化铥：
2 Tm (s) + 6 H2O (l) → 2 Tm(OH)3 (aq) + 3 H2 (g)
铥可與所有的鹵素反應。但其反應在室溫下是緩慢的，而200℃以上極度劇烈：
2 Tm (s) + 3 F2 (g) → 2 TmF3 (s) (白)
2 Tm (s) + 3 Cl2 (g) → 2 TmCl3 (s) (黃)
2 Tm (s) + 3 Br2 (g) → 2 TmBr3 (s) (白)
2 Tm (s) + 3 I2 (g) → 2 TmI3 (s) (黃)
銩能與氧族元素反應生成相應的化合物。銩唯一的已知氧化物是 Tm2O3。
铥易溶於稀硫酸形成淺綠色、含有Tm（Ⅲ）離子的溶液，以[Tm（H2O）9] 3+的形式存在：
2 Tm (s) + 3 H2SO4 (aq) → 2 Tm3+ (aq) + 3 SO2−
4 (aq) + 3 H2 (g)
銩也能與鹽酸反應生成 氫氣和TmCl3；與硝酸反應生成Tm(NO3)3。
此外，铥還能與多種金屬和非金屬元素形成一系列的二元化合物，包括TmN，TmS，TmC2，Tm2C3，TmH2，TmH3，TmSi2，TmGe3，TmB4，TmB6和TmB12。在這些化合物中，铥呈現的價態可為+2，+3，+4，其中+3氧化態是最常見的，只有該氧化態能在溶液中穩定存在。Tm3+ 離子能呈現亮藍色的螢光。水合的三價銩化合物，如TmCl3·7H2O 和 Tm2(C2O4)3·6H2O 為綠色或淺綠色。
紫紅色的二價銩化合物可由三價銩化合物還原得到。 二價銩化合物的例子為其鹵化物。二氯化銩與水激烈反應生成氫氣和氫氧化銩，溶液呈現紫紅色并逐漸退色。

### 同位素
自然狀態下的铥僅由一種同位素組成:169Tm（100％天然豐度），通常認為169Tm是穩定的，但它也可能是一種半衰期極長的同位素。其他質量數為146-177的三十一種放射性同位素中，最穩定的幾種為171Tm(半衰期1.92年)，170Tm(半衰期128.6天)，168Tm(半衰期93.1天)和167Tm(半衰期9.25天)。所有其他放射性同位素的半衰期均小於數分鐘。此元素存在14種同質異能素，其中最穩定的164mTm（半衰期5.1分鐘），160mTm（半衰期74.5秒）和155mTm（半衰期45秒）。 
質量數低於169的同位素衰變模式通常為電子捕獲，產物為68號元素鉺的同位素；而質量數高於169的通常為β衰变，產物為70號元素鐿的同位素。

## 歷史
1879年，瑞典化學家佩尔·提奥多·克勒夫通過分析其他稀土元素的氧化物中的雜質而發現了銩(這與卡爾·古斯塔夫·莫桑德之前發現其他稀土元素的方法相同)。克勒夫首先排除了已知元素鉺，并經過處理觀察到兩種新物質：一種棕色，一種綠色。其中棕色物質是由克勒夫命名的鈥元素的氧化物，而綠色的則是一種未知元素的氧化物。克勒夫以斯堪的納維亞的"極北之地"圖勒(Thule)為名，將其氧化物命名為Thulia，新元素命名為銩(Thulium)。銩早期的元素符號是Tu，後來改為Tm。
由於銩極度稀少，早期研究人員難以將其提純到足以真正觀察到其化合物的綠色的程度；實際上是通過電子顯微鏡，加強其兩條特徵吸收譜帶，與此將鉺元素的譜帶去除二觀察到的。首個獲得純淨銩單質的研究人員是查爾斯·詹姆斯，以英國外籍人員的身份在新罕布什爾州達勒姆大學工作。他於1911年報告了他的研究成果，以溴酸鹽的分步結晶的方法進行了提純。他的方法以通過15000個提純工序以保證材料均一而著稱。
高純度的氧化銩直到1950年代末，隨著離子交換技術的發展，才開始商業化地生產。美國鉀肥化工股份有限公司的林賽化工事業部所生產的佔了總供應量的99%，純度為99.9%。從1959到1998年，該純度的氧化銩價格在每千克4600美元到13300美元之間變動，僅次於镥氧化物的價格，是價格第二高的稀土元素。

## 存量

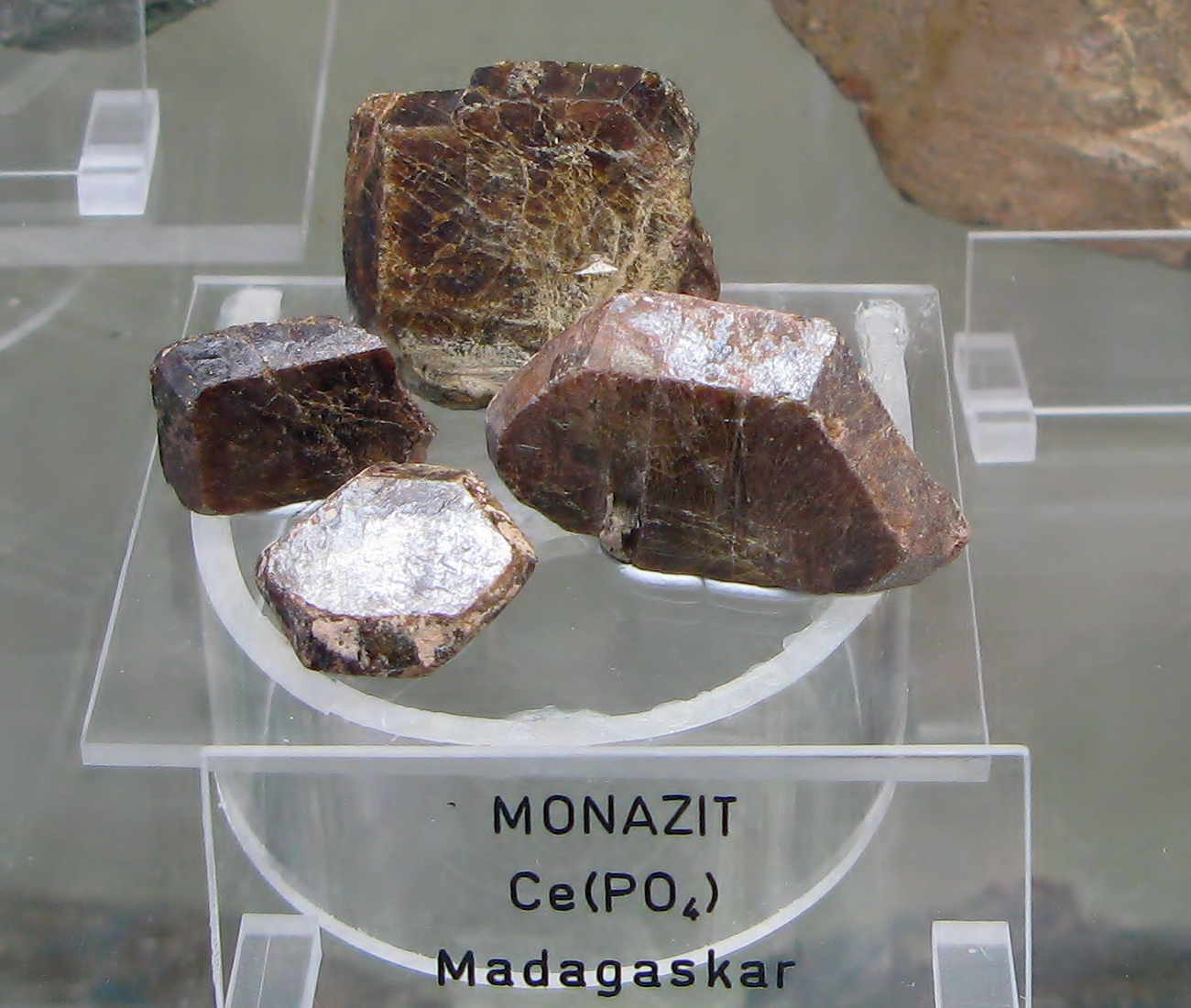
铥在独居石矿物中被发现

銩元素在自然界中從不以單質形式存在，它於其他稀土元素的礦物中少量存在，常與釔和釓共生，此外銩也存在於獨居石、捕虏岩和黑稀金礦中存在。它其在地殼中的質量豐度為0.5毫克/千克，摩爾豐度為0.0005‰(隨著地區不同，該值在0.0004‰-0.0008‰間變動)，在海水中則為0.00025‰。在太陽系中質量豐度為0.0000002‰，摩爾豐度為0.000000001‰。銩在中國的儲量最大，此外在澳大利亞、巴西、格陵蘭、印度、坦桑尼亞和美國的儲量也較豐富。世界總儲量約為100000噸。铥是地球上除了钷之外存量最少的稀土元素。

## 生產
銩主要從河沙中存在的獨居石礦石(含有0.007%銩)通過離子交換發生產。新的離子交換和溶劑抽提使得稀土元素的分離變得更為容易，使得提煉銩的成本大幅降低。現今銩主要來源於中國南方的離子交換樹脂的生產。該處生產的稀土元素中，三分之二是釔，銩大約占0.5%(十分稀有，和镥相當)。銩金屬可由在金屬鑭或鈣在密閉容器中還原氧化銩獲得。自然存在的銩化合物沒有重要的商用價值。全世界每年大約使用50噸氧化銩。1996年，氧化銩的價格為每克20美元；2005年，99%純度的銩金屬粉末價格為每克70美元。

## 應用
儘管銩相當罕見且又昂貴，在特殊領域還是有些許應用。

### 高强度放电光源
銩常常以高纯度卤化物（通常是溴化銩）的形式引入高强度放电光源中，目的是利用銩的光谱。

### 雷射
钬 - 鉻 - 銩 - 三摻雜釔鋁石榴石(Ho:Cr:Tm:YAG)是高效率的主動激光介質材料。它能發出波長為2097 nm的激光，被廣泛應用在軍事，醫學和氣象學方面。銩 - 單摻雜釔鋁石榴石(Tm:YAG)可發出波長在1930nm-2040nm之間的激光，在組織表面進行消融時十分有效，無論在空氣中還是在水中都能使凝血不致過深。這使得銩激光器在基礎雷射手術方面十分具有應用潛力。

### X射線來源
儘管成本較高，含铥的便攜式X射線設備開始大量地已用于核反應中的輻射源。這些輻射源有一年左右的使用壽命，可用作醫療和牙科診斷的工具，以及人力難及的機械和電子元件的缺陷探測工具。這些輻射源並不需要大量的輻射防護 - 僅僅需要少量的鉛。
铥-170在癌症近距离治疗的輻射源方面的應用日益廣泛。這種同位素具有128.6天的半衰期和五條具有相當強度的發射線（7.4，51.354，52.389，59.4和84.253千電子伏）。銩-170也是最常用的四種工業輻射源之一。

### 其他
類似於釔，铥也應用於高溫超導體中。铥在鐵素體中具有潛在使用價值:作為微波設備中所使用的陶瓷磁性材料。由於其特殊的光譜，銩可以像鈧一樣應用於弧光燈照明方面，使用銩的弧光燈發出的綠色光線不會被其他元素的發射線覆蓋。
由於銩會在紫外線的照射下發出藍色的螢光，銩也在歐元紙幣中用作防偽標誌之一。加入銩的硫酸鈣所發出的藍色螢光在個人劑量儀用來進行放射劑量檢測。

## 生物作用和注意事項
銩痕量地存在於人體中，準確含量仍屬未知。铥已知沒有生物學作用，儘管少量的銩能刺激新陳代謝，可溶性銩鹽具有輕微的毒性，但不溶性銩鹽是無毒的。注入銩鹽溶液會引起肝臟和脾臟的退化和血紅蛋白含量的波動。銩引起的肝臟損害在雄性大鼠中比雌性大鼠中更為普遍；儘管如此，銩仍被歸為低毒。在人體中，銩含量最高的器官是肝臟、腎臟和骨骼。每個人每年通常會攝入幾微克的銩。植物的根系不會吸收銩。銩在蔬菜乾重中所佔的比率大約為十億分之一。銩的粉塵具有吸入和消化毒性，在空氣中可能引起爆炸。放射性的銩會引致放射疾病。

## 另見
- 铥化合物

## 外部連結
- 元素铥在洛斯阿拉莫斯国家实验室的介紹（英文）
- —— 铥（英文）
- 元素铥在The Periodic Table of Videos（諾丁漢大學）的介紹（英文）
- 元素铥在Peter van der Krogt elements site的介紹（英文）
- WebElements.com – 铥（英文）
- （英文）它是元素 – 铥 （页面存档备份，存于）